# الحملات السورية ليوحنا زيمسكي
كانت حملات يوحنا زيمسكي إلى بلاد ما بين النهرين عبارة عن سلسلة من الحملات التي قام بها الإمبراطور البيزنطي يوحنا الأول تزيمسكيس ضد الدولة الفاطمية في المشرق وضد الدولة العباسية في سوريا. بعد إضعاف وانهيار الدولة الحمدانية في حلب، أصبح جزء كبير من الشرق الأدنى مفتوحًا أمام الإمبراطورية البيزنطية، وبعد اغتيال نقفور الثاني، سارع الإمبراطور الجديد، يوحنا زيمسكي، إلى إشراك الأسرة الفاطمية الناجحة حديثًا في السيطرة على الشرق الأدنى ومدنه المهمة، وهي أنطاكية وحلب وقيسارية. كما تعاقد مع أمير الموصل الحمداني، الذي كان بحكم الواقع تحت سيادة الخليفة العباسي في بغداد وسادته البويهيين، للسيطرة على أجزاء من بلاد ما بين النهرين العليا (الجزيرة).